# Ida Kamińska
Ida Kamińska (Odessa, 4 settembre 1899 – New York, 21 maggio 1980) è stata un'attrice cinematografica polacca.
Venne nominata all'Oscar alla miglior attrice nel 1967 per il film cecoslovacco Il negozio al corso (Obchod na korze) di Ján Kadár e Elmar Klos.

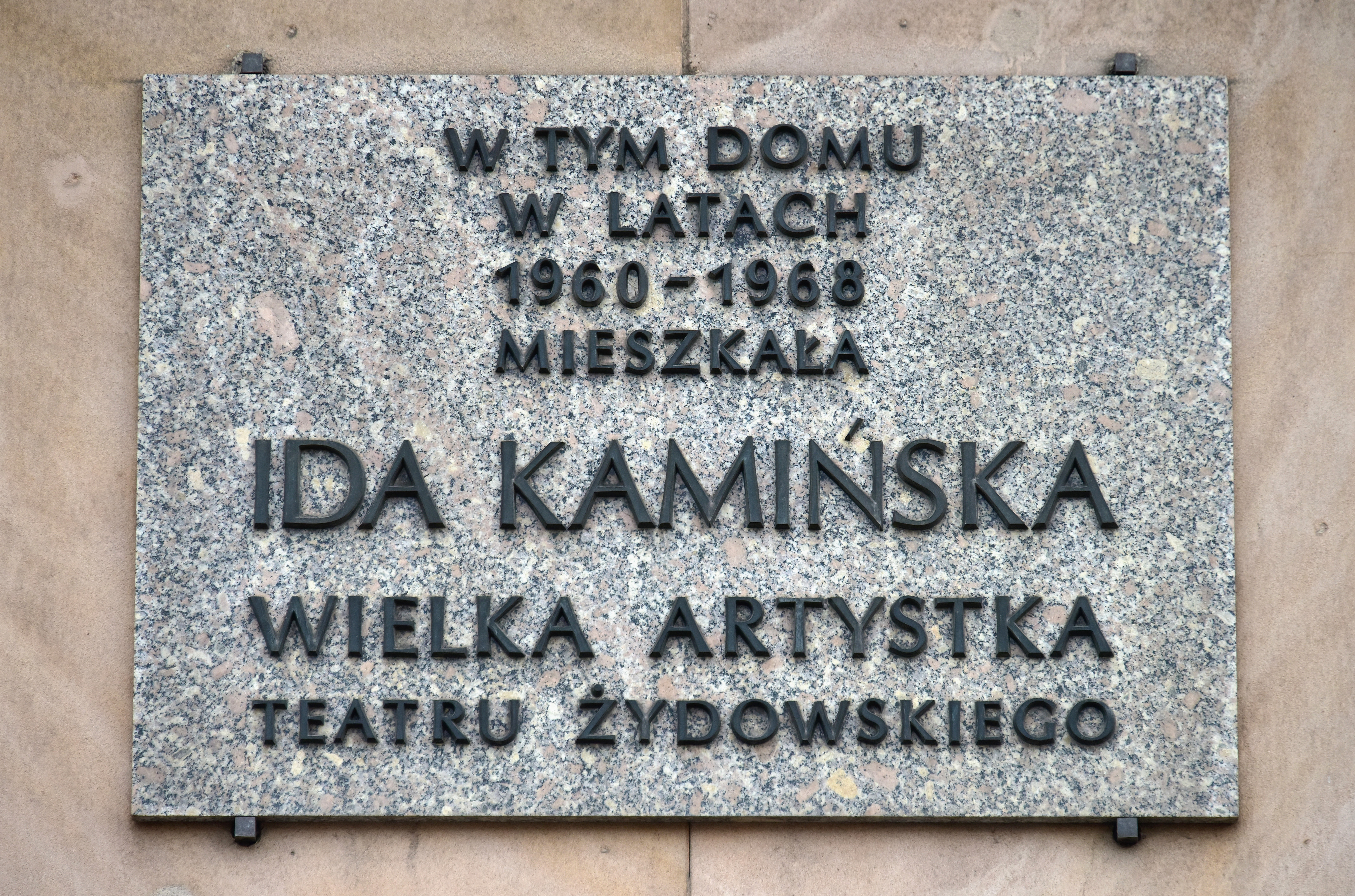

## Filmografia
- Il negozio al corso (Obchod na korze), regia di Ján Kadár e Elmar Klos (1965)

## Doppiatrici italiane
- Lola Braccini in Il negozio al corso

## Riconoscimenti
- Premio Oscar
  - 1967 – Candidatura alla migliore attrice per Il negozio al corso

- Golden Globe
  - 1967 – Candidatura alla migliore attrice in un film drammatico per Il negozio al corso